# جنگ صلیبی بربری
جنگ صلیبی بربری یا جنگ صلیبی مهدیه(انگلیسی: Barbary Crusade)، به جنگ‌هایی از جنگ‌های صلیبی گفته می‌شود که طی آن پادشاهی فرانسه به همراه جمهوری جنوا برای گسترش قدرت خود دست به لشکرکشی در شمال آفریقا زدند که در این میان نبردهایی با حفصیان و بجاییان داشتند و در آخر صلیبیون از ادامه جنگ صرف نظر کردند.